# Patrick Chamoiseau
Patrick Chamoiseau, född 3 december 1953 i Fort-de-France i Martinique, är en fransk författare känd för sitt arbete för den litterära rörelsen Créolité. Han mottog Goncourtpriset 1992 för romanen Texaco.
Efter att han studerat juridik i Paris återvände Chamoiseau till Martinique inspirerad av Édouard Glissant att intressera sig för den kreolska kulturen. Chamoiseau är författare till ett historiskt verk om Antillerna under Napoleon I:s regeringstid och flera faktaböcker som omfattar Eloge de la créolité, som han skrivit tillsammans med Jean Bernabé och Raphaël Confiant. Chamoiseau belönades med det kreolska Carbetpriset (1990) för Chemins d'enfance. Hans roman Texaco belönades med Goncourtpriset 1992 och valdes av New York Times till Notable Book of the Year.
Chamoiseau kan också betraktas som en av de mest nyskapande författarna på den franska litterära scenen sedan Louis-Ferdinand Céline. Hans fria användning av franska språket – en mycket komplicerad än flytande blandning av konstant innovation och ”creolism” – driver intensiva och sinnliga skildringar av människor i Martinique i synnerhet och av mänskligheten i stort.

### Romaner
- Chronique des sept misères (1986)
- Solibo magnifique (1988)
- Antan d’enfance (1990)
- Texaco (1992)
- Chemin d’école (1994)
- L'esclave vieil homme et le molosse(1997)
- Biblique des derniers gestes (2002)
- À bout d’enfance (2005)
- Un dimanche au cachot (2007)
- Les neuf consciences du malfini (2009)

Antan d’enfance, Chemin d’école och À Bout d’enfance utgör den självbiografiska trilogin Une enfance Créole.

### Drama
- Manman Dio contre la fée Carabosse (1982)

### Filmer
- L'exil du roi Behanzin (1994)
- Le passage du milieu (2000)
- Biguine (2004)
- Nord plage (2004)
- Aliker (2007)

### Serier
- Monsieur Coutcha, under namnet Abel tillsammans med Tony Delsham (en av de första karibiska serietecknarna, publicerad 1970).
- Encyclomerveille d'un tueur 1. L'orphelin de Cocoyer Grands-Bois (2009)

### Barnlitteratur
- Emerveilles (1998)

### Essäer
- Éloge de la créolité (med Jean Bernabé et Raphaël Confiant) (1989)
- Lettres créoles. Tracées antillaises et continentales de la littérature (med Raphaël Confiant) (1991)
- Martinique (med V. Renaudeau) (1994)
- Guyane: Traces-Mémoires du bagne (1994)
- Ecrire en pays dominé (1997)
- Elmire des sept bonheurs: confidences d'un vieux travailleur de la distillerie Saint-Etienne (1998)